# Зинаида Шарко
Зинаида Шарко е руско-съветска театрална и филмова актриса. В продължение на няколко десетилетия е една от водещите актриси на Болшой драматичен театър „Максим Горки“. Тя е удостоена със званието „Народен артист на РСФСР“ (1980) и е лауреат на Международната награда „Станиславски“ „за принос в театралното изкуство“ (1997).

## Биография и творчество
Зинаида Максимовна Шарко е родена на 14 май 1929 г. в Ростов на Дон, РСФСР, СССР, военно семейство. По-късно семейството се премества в Чебоксари. В училище, в предвоенните години, е увлечена от самодейните театрални представления, а след началото на Великата отечествена война участва в концерти за ранени в болници с детския ансамбъл за песни и танци ня Чебоксарския дом на пионерите. За тези около 900 концерти е наградена с медала „За доблестен труд във Великата отечествена война“.
През 1947 г. завършва със златен медал от 1-во женско училище в Чебоксари. Следва в Ленинградския театрален институт при режисьора и педагог Борис Зон и учи заедно с акрисата Ема Попова.
През 1950 г. е на практика в турне на Ленинградския регионален театър, което ѝ помага да бъде оценена от водещите театрални драматурзи, включително от Николай Павлович Акимов, който я кани за участие в Санкт Петербургския академичен театър „Ленсовет“. Играе в театър „Ленсовет“ в периода 1952 – 1956 г. изпълнявайки комедийни персожажи, за които е оценена високо от критиката.
През февруари 1956 г. преминава в Болшой драматичен театър „Максим Горки“ (сега Болшой драматичен театър „Георгий Товстоногов“) под ръководството на театралния режисьор Георгий Товстоногов. В края на година дебютира в комедията „Когато акацията цъфти“. Заради таланта си бързо става една от водещите акриси в театъра, особено в пиесата „Три сестри“. През 70-те години Шарко постепенно преминава към възрастови роли и не толкова поради възрастта, а поради сюжета на пиесите и новопостъпилите актьори.
След смъртта на Товстоногов през 1989 г. и настъпилите впоследствие политико-икономически промени в страната работата на театъра е затруднена и нейните участия намаляват.
През 2014 г. са публикувани нейните спомени в мемориалната книга „Моите лични данни“.
Актрисата има два брака – с актьора и ражисьор Игор Владимиров в периода 1953 – 1960 г., с когото имат син, и със актьора Сергей Юрски в периода 1961 – 1968 г.
Зинаида Шарко умира след продължително боледуване на 4 август 2016 г. в Санкт Петербург, Русия.

## Театрални роли

### Театър „Ленсовет“
- 1952 „Пролет в Москва“ от В. Гусев
- 1953 „Невъзможно е да се живее иначе“ от А. Софронов
- 1953 „Любов в зората“ от Дж. Галан
- 1953 „Без назоваване на фамилии“ от В. Минко
- 1953 „Европейска хроника“ от А. Н. Арбузов
- 1953 „Добра песен“ от П. Коут
- 1954 „Дуел“ по А. Чехов; продукция от Н. Брамли
- 1955 „До следващия път“ от А. Гладков
- 1955 „Европейска хроника“ от А. Н. Арбузов
- 1956 „Само истината“ от Жан-Пол Сартр

### Болшой драматичен театър „Максим Горки“
- 1956 „Когато акацията цъфти“ от Н. Г. Винников
- 1957 „Езоп („Лисицата и гроздето“)“ от Г. Фигейредо
- 1957 „Достигаев и други“ от Максим Горки
- 1957 „Когато сърцето изгаря“, по романа „От другата страна“ на В. П. Кийн
- 1957 „В търсене на радост“ от В. С. Розов
- 1958 „Неограничените“ на Н. Й. Вирта
- 1959 „Пет вечери“ от А. М. Володин
- 1959 „Варварите“ от Максим Горки
- 1959 „Иркутска история“ от А. Н. Арбузов
- 1960 „Вярвам в теб“ от В. Н. Коростилев
- 1961 „Тези, които не са навеждали глави“ от Н. Дъглас, Г. Смит
- 1961 „Четвъртият“ от К. М. Симонов
- 1961 „Моята старша сестра“ от А. М. Володин
- 1962 „Божествената комедия“ от И. В. Сток
- 1962 „Снежната кралица“ от Е. Л. Шварц
- 1963 „Преди вечеря“ от В. С. Розов
- 1963 „Кариерата на Артуро Уи“ от Бертолд. Брехт
- 1964 „Още веднъж за любовта“ от Е. Радзински
- 1965 „Три сестри“ от Антон Чехов
- 1965 „Римска комедия“ от Л. Зорин
- 1966 „Идиот“ по Фьодор Достоевски
- 1966 „Колко години, колко зими!“ от В. Панов
- 1966 „Традиционна колекция“ от В. Розов
- 1967 „Истината! Нищо освен истината!“ от Д. Н. Аля
- 1969 „Крал Хенри IV“ от Уилям Шекспир
- 1969 „От вечер до обяд“ от В. С. Розов
- 1971 „Валентин и Валентин“ от М. М. Рощин
- 1974 „Котки и мишки“ от И. Еркен
- 1974 „Три торби с плевелна пшеница“ от В. Ф. Тендряков
- 1976 „Летни жители“ от Максим Горки
- 1976 „Фантатиевските фантазии“ от А. Соколова
- 1977 „Последен срок“ от Валентин Распутин
- 1978 „Жестоки намерения“ от А. Н. Арбузов
- 1978 „Телевизионни смущения“ от К. Сакони
- 1979 „Нашият град“ от Т. Уайлдър
- 1982 „Чичо Ваня“ от А. Чехов
- 1982 „Мащеха Саманишвили“ от Д. Кладиашвили
- 1983 „Катедра“ от В. В. Врублевская
- 1984 „Прагът“ от А. А. Дударев
- 1987 „Жана“ от А. Л. Галина
- 1992 „Благородното гнездо“ от Иван Тургенев
- 1992 „Истинският запад“ от Сам Шепърд
- 1996 „Антигона“ от Дж. Ануи
- 1997 „Кадрила“ от В. П. Гуркин
- 2005 „Квартетът“ от Р. Харууд
- 2009 „Котки и мишки“ от И. Еркен

## Филмография
- 1954 Мы с вами где-то встречались – пощенска служителка (епизод)
- 1956 Дорога правды – епизод
- 1956 Старик Хоттабыч – продавачка на сладолед (епизод)
- 1957 Рядом с нами – телеграфистка (епизод)
- 1957 Счастье в витрине (епизод)
- 1966 Театральные встречи в БДТ в Москве – тв филм
- 1971 Долгие проводы – Евгения Василевна Устинова
- 1974 День приёма по личным вопросам – Софя Михайловна
- 1975 Полковник в отставке – Анастасия Петровна
- 1975 Чужие письма – Ангелина Григоревна Егорова
- 1976 Любовь с первого взгляда – епизод
- 1976 Всегда со мною… – Нина Романовна
- 1977 Собака на сене – Анарда
- 1977 Нос – щтаб-офицер Подточина
- 1977 Прыжок с крыши – баба на Ксюша, съседка
- 1978 Случайные пассажиры – Камелия Николаевна
- 1979 Осенняя история – Надежда Романовна, инспектор ГорОНО
- 1979 Сегодня и завтра – санитарен лекар
- 1979 Фантазии Фарятьева – майка
- 1980 Сергей Иванович уходит на пенсию – Ксения
- 1982 Пространство для манёвра – Анна Аркадевна
- 1982 Формула памяти – Вера Алексеевна Светлова
- 1983 Уникум – майка на Павлик
- 1985 Я тебя помню – Ася, майка на Ким и Марат
- 1986 БДТ 30 лет спустя – тв филм
- 1988 Полёт птицы – Ираида Степановна
- 1990 Короткая игра – майка на Валерия Дякова
- 1991 Арифметика убийства – Варвара Петровна
- 1992 Ангелы в раю
- 1992 Рин. Легенда об иконе – Аполония, игуменка
- 1993 Кинфия
- 1997 Цирк сгорел, и клоуны разбежались – Зоя Василевна
- 1998 Сочинение ко Дню Победы – Нина
- 1999 Агент национальной безопасности – Людмила Григоревна Петрашкул
- 2000 Бандитский Петербург. Фильм 2. Адвокат – баба Дуся
- 2000 Луной был полон сад – Вера Андреевна
- 2001 Механическая сюита – майка на Плюгановски
- 2003 Театральный роман – Настася Ивановна Колдибаева
- 2003 Русские амазонки 2 – Олга Сергеевна
- 2003 Линии судьбы – баба Нюра
- 2004 Дурная привычка – леля Клава
- 2005 Дунечка – баба на Дунечка
- 2005 Пари – Татяна Алексеевна Кузина
- 2006 Печальный марафон – документален
- 2007 Сонька – Золотая Ручка – Манка Портовая
- 2009 Дилер – Ефросиния Семоновна
- 2013 За кефиром